# Studnia Siniuszki
Studnia Siniuszki (ros. Синюшкин колодец) – radziecki krótkometrażowy film animowany z 1973 roku w reżyserii Walerija Fomina powstały na motywach bajki Pawła Bażowa.

## Wersja polska
- Opracowanie wersji polskiej: Studio Opracowań Filmów w Łodzi
- Reżyseria: Grzegorz Sielski
- Dialogi: Elżbieta Włodarczyk
- Dźwięk: Elżbieta Matulewicz
- Montaż: Ewa Rajczak
- Kierownictwo produkcji: Bożena Dębowska

Źródło: